# Sant Pol de Mar
Sant Pol de Mar település Spanyolországban, Barcelona tartományban. Lakosainak száma 5834 fő (2024).

## Földrajza
Sant Pol de Mar Sant Cebrià de Vallalta, Calella és Canet de Mar községekkel határos.

## Megközelítése
A település Barcelona felől a Barcelona–Mataró–Maçanet-Massanes-vasútvonalon közelíthető meg a RENFE/Rodalies de Catalunya R1 elővárosi járataival.

## Testvértelepülések
- Andorra la Vella

## Népesség
A település lakosságának változását az alábbi diagram mutatja:
| Lakosok száma | 375  | 1471 | 1679 | 1845 | 2405 | 4464 | 5102 | 4997 | 5299 | 5834 |
|               | 1717 | 1887 | 1936 | 1960 | 1986 | 2004 | 2009 | 2014 | 2019 | 2024 |